# Antonio Sivera Salvá
Antonio Sivera Salvá (Parla, 1996. augusztus 11. –) spanyol korosztályos válogatott labdarúgó. aki az UD Almería játékosa kölcsön a Deportivo Alavés csapatától.

## Pályafutása
A CD Jávea, a Alicante CF és a Hércules CF csapataiban nevelkedett, mígnem 2013-ban a Valencia akadémiájára nem került. Augusztus 13-án a kupában a Gimnàstic ellen a cserepadra nevezte Juan Antonio Pizzi vezetőedző. A bajnokságban további három bajnokin kapott a kispadon szerepet. 2013. november 10-én mutatkozott be a Valencia Mestalla csapatában az Elche CF Ilicitano ellen 3–1-re elvesztett bajnoki találkozón. 2015. február 10-én 5 éves szerződést kötött a Valencia csapatával, de a Mestalla csapatában számítottak rá. A klubnál töltött időszaka alatt 50 bajnoki mérkőzésen lépett pályára.
2017. július 19-én aláírt az élvonalbeli Deportivo Alavés csapatához. Október 24-én debütált a Getafe CF elleni spanyol kupamérkőzésen. 2018. április 29-én a bajnokságban az Atlético de Madrid ellen hazai pályán 1–0-ra elvesztett mérkőzésen mutatkozott be, majd a 63. percben Fernando Pacheco érkezett a helyére.
2020. január 13-án fél évre kölcsönbe került az UD Almería csapatához.
Tagja volt az aranyérmes 2015-ös U19-es labdarúgó-Európa-bajnokságon és a U21-es labdarúgó-Európa-bajnokságon résztvevő spanyol korosztályos keretnek.

## Statisztika
2019. május 18-i állapot szerint
| Klub                 | Szezon           | Bajnokság | Bajnokság | Kupa  | Kupa  | Nemzetközi | Nemzetközi | Összesen | Összesen |
| Klub                 | Szezon           | Meccs     | Gólok     | Meccs | Gólok | Meccs      | Gólok      | Meccs    | Gólok    |
| -------------------- | ---------------- | --------- | --------- | ----- | ----- | ---------- | ---------- | -------- | -------- |
| Valencia CF          | 2013–14          | 0         | 0         | 0     | 0     | 0          | 0          | 0        | 0        |
| Összesen             | Összesen         | 0         | 0         | 0     | 0     | 0          | 0          | 0        | 0        |
| Valencia CF Mestalla | 2013–14          | 2         | 0         | 0     | 0     | -          | -          | 2        | 0        |
| Valencia CF Mestalla | 2014–15          | 1         | 0         | 0     | 0     | -          | -          | 1        | 0        |
| Valencia CF Mestalla | 2015–16          | 9         | 0         | 0     | 0     | -          | -          | 9        | 0        |
| Valencia CF Mestalla | 2016–17          | 38        | 0         | 0     | 0     | -          | -          | 38       | 0        |
| Összesen             | Összesen         | 50        | 0         | 0     | 0     | 0          | 0          | 50       | 0        |
| Deportivo Alavés     | 2017–18          | 1         | 0         | 6     | 0     | -          | -          | 7        | 0        |
| Deportivo Alavés     | 2018–19          | 3         | 0         | 2     | 0     | -          | -          | 5        | 0        |
| Deportivo Alavés     | 2019–20          | 3         | 0         | 1     | 0     | -          | -          | 4        | 0        |
| Összesen             | Összesen         | 7         | 0         | 9     | 0     | 0          | 0          | 16       | 0        |
| Karrier összesen     | Karrier összesen | 57        | 0         | 9     | 0     | 0          | 0          | 66       | 0        |

## Sikerei, díjai

### Klub
- Spanyolország U19
  - U19-es labdarúgó-Európa-bajnokság: 2015

- Spanyolország U21
  - U21-es labdarúgó-Európa-bajnokság: 2019

## Külső hivatkozások
- Antonio Sivera adatlapja a Transfermarkt oldalán (angolul)
- Antonio Sivera Salvá adatlapja a Soccerway oldalon (angolul)